# Artega GT
Artega GT — це спортивне купе, яке виготовляє німецька компанія Artega з 2009 року. Вперше модель представлена на Женевському автосалоні 2007 року.

Автомобіль оснащується бензиновим двигуном від Volkswagen з безпосереднім упорскуванням 3,6 л (3597 см3) V6 потужністю 300 к.с. (220 кВт) і крутним моментом 350 Нм, який передає крутний момент колесам через 6-швидкісну коробку перемикання передач DSG. Прискорення 0-100 км/год, як очікується, буде до п'яти секунд, максимальна швидкість за оцінками, перевищує 270 кілометрів на годину.
Artega GT продається за приблизно € 75000. Виробництво обмежене, приблизно до 500 одиниць на рік.

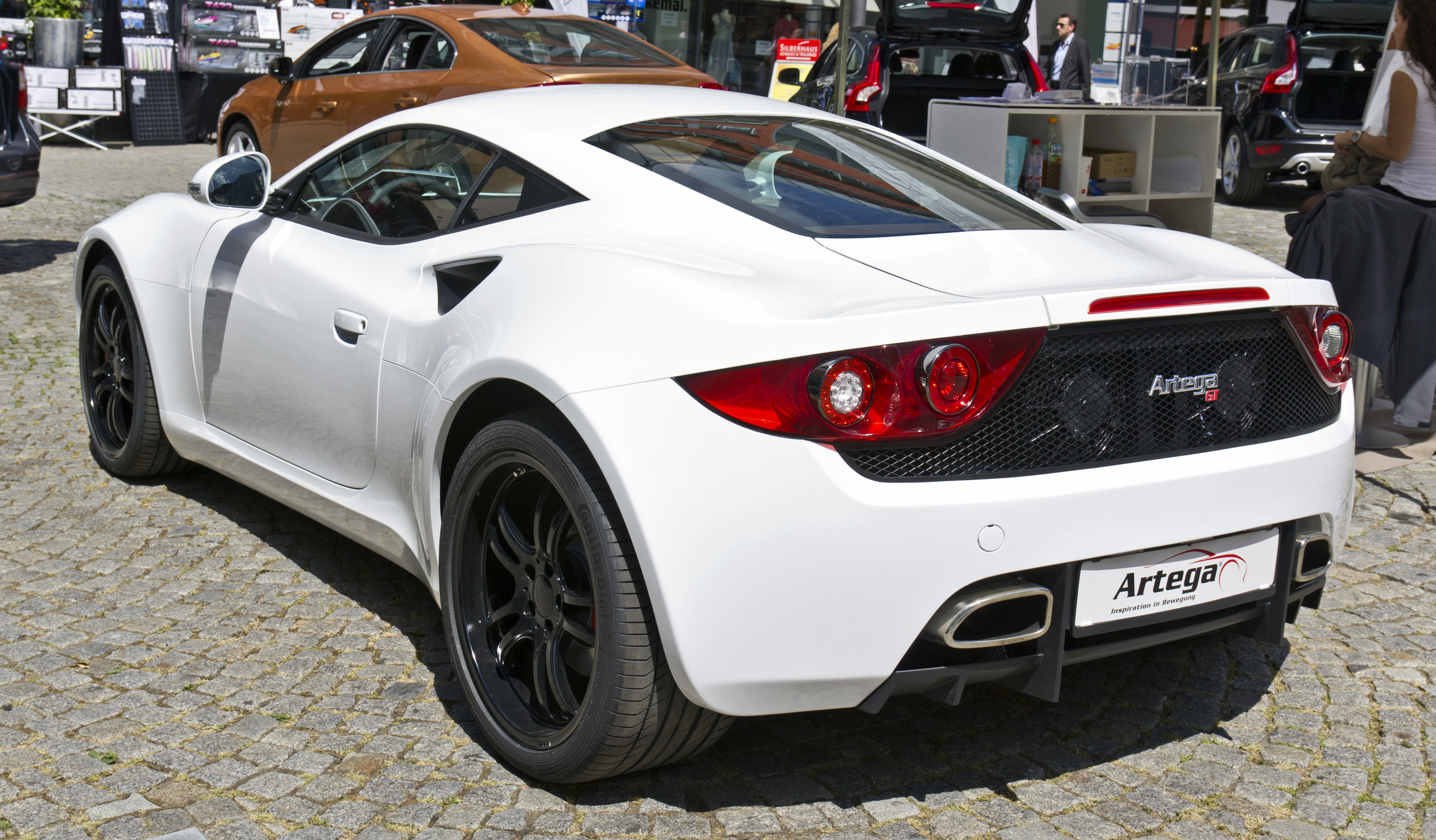
Artega GT